# Стерджен (Пенсільванія)
Стерджен (англ. Sturgeon) — переписна місцевість (CDP) в США, в окрузі Аллегені штату Пенсільванія. Населення — 1611 особа (2020).

## Географія
Стерджен розташований за координатами 40°23′0″ пн. ш. 80°12′55″ зх. д. / 40.38333° пн. ш. 80.21528° зх. д. (40.383467, -80.215247).  За даними Бюро перепису населення США в 2010 році переписна місцевість мала площу 2,90 км², уся площа — суходіл.

## Демографія
Згідно з переписом 2010 року, у переписній місцевості мешкало 1710 осіб у 657 домогосподарствах у складі 476 родин. Густота населення становила 589 осіб/км².  Було 684 помешкання (236/км²).
Расовий склад населення:
| - 96,8 % — білих - 1,1 % — чорних або афроамериканців - 0,3 % — азіатів - 0,2 % — корінних американців |

До двох чи більше рас належало 1,5 %. Частка іспаномовних становила 0,4 % від усіх жителів.
За віковим діапазоном населення розподілялося таким чином: 27,3 % — особи молодші 18 років, 60,2 % — особи у віці 18—64 років, 12,5 % — особи у віці 65 років та старші. Медіана віку мешканця становила 40,6 року. На 100 осіб жіночої статі у переписній місцевості припадало 91,9 чоловіків;  на 100 жінок у віці від 18 років та старших — 91,7 чоловіків також старших 18 років.
Середній дохід на одне домашнє господарство  становив 150 853 долари США (медіана — 76 818), а середній дохід на одну сім'ю — 198 287 доларів (медіана — 101 488). Медіана доходів становила 83 214 долари для чоловіків та 65 192 долари для жінок. За межею бідності перебувало 1,3 % осіб, у тому числі 0,0 % дітей у віці до 18 років та 9,2 % осіб у віці 65 років та старших.
Цивільне працевлаштоване населення становило 690 осіб. Основні галузі зайнятості: освіта, охорона здоров'я та соціальна допомога — 25,2 %, виробництво — 22,2 %, фінанси, страхування та нерухомість — 18,1 %.